# 1. ŽNL Zadarska 2017./18.
1. ŽNL Zadarska u sezoni 2017./18. predstavlja prvi stupanj županijske lige u Zadarskoj županiji, te ligu četvrtog ranga hrvatskog nogometnog prvenstva. U natjecanju je sudjelovalo četrnaest klubova, a ligu je osvojio "Hajduk" iz Pridrage, koji je izborio kvalifikacije za 3. HNL – Jug.

## Sudionici
- Arbanasi, Zadar
- Bibinje, Bibinje
- Croatia, Turanj, Sveti Filip i Jakov
- Dalmatinac, Crno, Zadar
- Dragovoljac, Poličnik
- Hajduk, Pridraga, Novigrad
- Hrvatski Vitez, Posedarje
- Pakoštane, Pakoštane
- Polača, Polača
- Sabunjar, Privlaka
- Škabrnja, Škabrnja
- Velebit, Benkovac
- Zemunik, Zemunik Donji
- Zlatna Luka, Sukošan

## Ljestvica
| Poz. | Momčad                   | U  | P  | N | I  | G+ | G– | G+/– | Bod. | Nastavak natjecanja ili ispadanje |
| ---- | ------------------------ | -- | -- | - | -- | -- | -- | ---- | ---- | --------------------------------- |
| 1.   | Hajduk Pridraga (P)      | 26 | 20 | 4 | 2  | 73 | 11 | +62  | 64   | Kvalifikacije za 3. HNL – Jug     |
| 2.   | Dragovoljac Poličnik     | 26 | 17 | 5 | 4  | 47 | 13 | +34  | 56   |                                   |
| 3.   | Hrvatski vitez Posedarje | 26 | 15 | 4 | 7  | 53 | 29 | +24  | 49   |                                   |
| 4.   | Pakoštane                | 26 | 13 | 8 | 5  | 43 | 18 | +25  | 47   |                                   |
| 5.   | Škabrnja                 | 26 | 12 | 5 | 9  | 49 | 44 | +5   | 41   |                                   |
| 6.   | Bibinje                  | 26 | 11 | 6 | 9  | 55 | 43 | +12  | 39   |                                   |
| 7.   | Polača                   | 26 | 9  | 8 | 9  | 46 | 37 | +9   | 35   |                                   |
| 8.   | Dalmatinac               | 26 | 9  | 7 | 10 | 30 | 32 | −2   | 34   |                                   |
| 9.   | Zlatna Luka Sukošan      | 26 | 9  | 3 | 14 | 37 | 52 | −15  | 30   |                                   |
| 10.  | Velebit Benkovac         | 26 | 9  | 3 | 14 | 36 | 53 | −17  | 30   |                                   |
| 11.  | Zemunik                  | 26 | 7  | 5 | 14 | 30 | 62 | −32  | 26   |                                   |
| 12.  | Sabunjar Privlaka        | 26 | 7  | 5 | 14 | 32 | 55 | −23  | 25   |                                   |
| 13.  | Arbanasi                 | 26 | 4  | 9 | 13 | 19 | 41 | −22  | 21   |                                   |
| 14.  | Croatia Turanj (R)       | 26 | 4  | 0 | 22 | 24 | 84 | −60  | 6    | 2. ŽNL                            |

1. ↑  1 bod oduzet od saveza.
2. ↑  6 bodova oduzeto od saveza.

## Rezultati
Izvor za raspored: 

Ažurirano: 1. lipnja 2018.
| 1. kolo                                        | 1. kolo |
| ---------------------------------------------- | ------- |
| 9./10. rujna 2017.                             |         |
| Škabrnja – Hajduk                              | p , 3:1 |
| Hrvatski Vitez – Croatia                       | 3:1     |
| Zemunik – Arbanasi                             | 0:1     |
| Zlatna Luka – Polača                           | 1:0     |
| Sabunjar – Velebit                             | 2:0     |
| Pakoštane – Dragovoljac                        | 2:0     |
| Dalmatinac – Bibinje                           | 0:0     |
| dvije utakmice prekinute zbog kišnog nevremena |         |

| 2. kolo                   | 2. kolo |
| ------------------------- | ------- |
| 16./17. rujna 2017.       |         |
| Hajduk – Bibinje          | 4:0     |
| Dragovoljac – Dalmatinac  | 3:0     |
| Velebit – Pakoštane       | 0:0     |
| Polača – Sabunjar         | 2:1     |
| Arbanasi – Zlatna Luka    | 2:0     |
| Croatia – Zemunik         | 5:0     |
| Škabrnja – Hrvatski Vitez | 3:1     |
| [ 6 ] [ 7 ]               |         |

| 3. kolo                 | 3. kolo |
| ----------------------- | ------- |
| 23./24./26. rujna 2017. |         |
| Hrvatski Vitez – Hajduk | 0:2     |
| Zemunik – Škabrnja      | 0:0     |
| Zlatna Luka – Croatia   | 4:0     |
| Sabunjar – Arbanasi     | 1:1     |
| Pakoštane – Polača      | 2:3     |
| Dalmatinac – Velebit    | 2:0     |
| Bibinje – Dragovoljac   | 1:1     |
| [ 8 ] [ 4 ] [ 5 ]       |         |

| 4. kolo                        | 4. kolo |
| ------------------------------ | ------- |
| 30. rujna / 1. listopada 2017. |         |
| Hajduk – Dragovoljac           | 0:0     |
| Velebit – Bibinje              | 2:1     |
| Polača – Dalmatinac            | 2:1     |
| Arbanasi – Pakoštane           | 0:1     |
| Croatia – Sabunjar             | 2:0     |
| Škabrnja – Zlatna Luka         | 2:3     |
| Hrvatski Vitez – Zemunik       | 1:1     |
| [ 9 ]                          |         |

| 5. kolo                      | 5. kolo |
| ---------------------------- | ------- |
| 7./8. listopada 2017.        |         |
| Zemunik – Hajduk             | 0:4     |
| Zlatna Luka – Hrvatski Vitez | 1:1     |
| Sabunjar – Škabrnja          | 1:3     |
| Pakoštane – Croatia          | 3:0     |
| Dalmatinac – Arbanasi        | 1:0     |
| Bibinje – Polača             | 2:0     |
| Dragovoljac – Velebit        | 1:0     |
| [ 10 ]                       |         |

| 6. kolo                     | 6. kolo |
| --------------------------- | ------- |
| 14./15./17. listopada 2017. |         |
| Hajduk – Velebit            | 6:0     |
| Polača – Dragovoljac        | 1:3     |
| Arbanasi – Bibinje          | 2:2     |
| Croatia – Dalmatinac        | 1:4     |
| Škabrnja – Pakoštane        | 0:4     |
| Hrvatski Vitez – Sabunjar   | 2:0     |
| Zemunik – Zlatna Luka       | 2:2     |
| [ 11 ]                      |         |

| 7. kolo                    | 7. kolo |
| -------------------------- | ------- |
| 21./22. listopada 2017.    |         |
| Zlatna Luka – Hajduk       | 0:1     |
| Sabunjar – Zemunik         | 0:2     |
| Pakoštane – Hrvatski Vitez | 4:2     |
| Dalmatinac – Škabrnja      | 2:2     |
| Bibinje – Croatia          | 7:1     |
| Dragovoljac – Arbanasi     | 4:1     |
| Velebit – Polača           | 1:1     |
| [ 12 ]                     |         |

| 8. kolo                     | 8. kolo |
| --------------------------- | ------- |
| 28./29. listopada 2017.     |         |
| Hajduk – Polača             | 2:2     |
| Arbanasi – Velebit          | 2:1     |
| Croatia – Dragovoljac       | 0:2     |
| Škabrnja – Bibinje          | 4:4     |
| Hrvatski Vitez – Dalmatinac | 1:2     |
| Zemunik – Pakoštane         | 0:3     |
| Zlatna Luka – Sabunjar      | 5:1     |
| [ 13 ]                      |         |

| 9. kolo                  | 9. kolo |
| ------------------------ | ------- |
| 4./5. studenog 2017.     |         |
| Sabunjar – Hajduk        | 0:4     |
| Pakoštane – Zlatna Luka  | 6:1     |
| Dalmatinac – Zemunik     | 0:2     |
| Bibinje – Hrvatski Vitez | 5:0     |
| Dragovoljac – Škabrnja   | 0:3     |
| Velebit – Croatia        | 2:0     |
| Polača – Arbanasi        | 1:1     |
| [ 5 ]                    |         |

| 10. kolo                     | 10. kolo |
| ---------------------------- | -------- |
| 11./12. studenog 2017.       |          |
| Hajduk – Arbanasi            | 3:1      |
| Croatia – Polača             | 1:4      |
| Škabrnja – Velebit           | 3:0      |
| Hrvatski Vitez – Dragovoljac | 1:0      |
| Zemunik – Bibinje            | 2:3      |
| Zlatna Luka – Dalmatinac     | 2:1      |
| Sabunjar – Pakoštane         | 0:5      |
| [ 5 ]                        |          |

| 11. kolo                 | 11. kolo |
| ------------------------ | -------- |
| 18./19. studenog 2017.   |          |
| Pakoštane – Hajduk       | 0:0      |
| Dalmatinac – Sabunjar    | 0:0      |
| Bibinje – Zlatna Luka    | 3:1      |
| Dragovoljac – Zemunik    | 5:1      |
| Velebit – Hrvatski Vitez | 0:3      |
| Polača – Škabrnja        | 0:0      |
| Arbanasi – Croatia       | 1:3      |
| [ 5 ]                    |          |

| 12. kolo                  | 12. kolo |
| ------------------------- | -------- |
| 25./26. studenog 2017.    |          |
| Hajduk – Croatia          | 6:0      |
| Škabrnja – Arbanasi       | 2:0      |
| Hrvatski Vitez – Polača   | 2:1      |
| Zemunik – Velebit         | 2:0      |
| Zlatna Luka – Dragovoljac | 0:2      |
| Sabunjar – Bibinje        | 0:2      |
| Pakoštane – Dalmatinac    | 1:0      |
| [ 5 ]                     |          |

| 13. kolo                  | 13. kolo |
| ------------------------- | -------- |
| 2./3. prosinca 2017.      |          |
| Dalmatinac – Hajduk       | 0:3      |
| Bibinje – Pakoštane       | 1:3      |
| Dragovoljac – Sabunjar    | 4:0      |
| Velebit – Zlatna Luka     | 3:1      |
| Polača – Zemunik          | 3:0      |
| Arbanasi – Hrvatski Vitez | 1:4      |
| Croatia – Škabrnja        | 2:4      |
| [ 5 ]                     |          |

| 14. kolo                 | 14. kolo |
| ------------------------ | -------- |
| 3./4. ožujka 2018.       |          |
| Hajduk – Škabrnja        | 5:0      |
| Croatia – Hrvatski Vitez | 0:3      |
| Arbanasi – Zemunik       | 1:1      |
| Polača – Zlatna Luka     | 0:1      |
| Velebit – Sabunjar       | 2:2      |
| Dragovoljac – Pakoštane  | 0:0      |
| Bibinje – Dalmatinac     | 4:0      |
| [ 5 ]                    |          |

| 15. kolo                  | 15. kolo |
| ------------------------- | -------- |
| 10./11. ožujka 2018.      |          |
| Bibinje – Hajduk          | 1:2      |
| Dalmatinac – Dragovoljac  | 1:1      |
| Pakoštane – Velebit       | 2:0      |
| Sabunjar – Polača         | 2:2      |
| Zlatna Luka – Arbanasi    | 0:0      |
| Zemunik – Croatia         | 5:2      |
| Hrvatski Vitez – Škabrnja | 3:0      |
| [ 5 ]                     |          |

| 16. kolo                | 16. kolo |
| ----------------------- | -------- |
| 17./18. ožujka 2018.    |          |
| Hajduk – Hrvatski Vitez | 1:0      |
| Škabrnja – Zemunik      | 3:1      |
| Croatia – Zlatna Luka   | 2:1      |
| Arbanasi – Sabunjar     | 0:1      |
| Polača – Pakoštane      | 2:2      |
| Velebit – Dalmatinac    | 1:4      |
| Dragovoljac – Bibinje   | 0:0      |
| [ 5 ]                   |          |

| 17. kolo                 | 17. kolo |
| ------------------------ | -------- |
| 24./25. ožujka 2018.     |          |
| Dragovoljac – Hajduk     | 1:0      |
| Bibinje – Velebit        | 5:2      |
| Dalmatinac – Polača      | 2:1      |
| Pakoštane – Arbanasi     | 0:0      |
| Sabunjar – Croatia       | 3:0      |
| Zlatna Luka – Škabrnja   | 2:1      |
| Zemunik – Hrvatski Vitez | 0:3      |
| [ 5 ]                    |          |

| 18. kolo                         | 18. kolo |
| -------------------------------- | -------- |
| 31. ožujka – 1./2. travnja 2018. |          |
| Hajduk – Zemunik                 | 4:0      |
| Hrvatski Vitez – Zlatna Luka     | 3:0      |
| Škabrnja – Sabunjar              | 1:1      |
| Croatia – Pakoštane              | 0:1      |
| Arbanasi – Dalmatinac            | 1:1      |
| Polača – Bibinje                 | 3:0      |
| Velebit – Dragovoljac            | 1:0      |
| [ 5 ]                            |          |

| 19. kolo                  | 19. kolo |
| ------------------------- | -------- |
| 7./8. travnja 2018.       |          |
| Velebit – Hajduk          | 0:3      |
| Dragovoljac – Polača      | 3:0      |
| Bibinje – Arbanasi        | 1:0      |
| Dalmatinac – Croatia      | 3:0      |
| Pakoštane – Škabrnja      | 0:1      |
| Sabunjar – Hrvatski Vitez | 1:2      |
| Zlatna Luka – Zemunik     | 5:2      |
| [ 5 ]                     |          |

| 20. kolo                   | 20. kolo |
| -------------------------- | -------- |
| 14./15. travnja 2018.      |          |
| Hajduk – Zlatna Luka       | 4:0      |
| Zemunik – Sabunjar         | 3:0      |
| Hrvatski Vitez – Pakoštane | 3:0      |
| Škabrnja – Dalmatinac      | 0:2      |
| Croatia – Bibinje          | 2:3      |
| Arbanasi – Dragovoljac     | 0:2      |
| Polača – Velebit           | 2:3      |
| [ 5 ]                      |          |

| 21. kolo                    | 21. kolo |
| --------------------------- | -------- |
| 21./22. travnja 2018.       |          |
| Polača – Hajduk             | 1:4      |
| Velebit – Arbanasi          | 3:0      |
| Dragovoljac – Croatia       | 3:0      |
| Bibinje – Škabrnja          | 0:2      |
| Dalmatinac – Hrvatski Vitez | 0:0      |
| Pakoštane – Zemunik         | 0:0      |
| Sabunjar – Zlatna Luka      | 4:2      |
| [ 5 ]                       |          |

| 22. kolo                 | 22. kolo |
| ------------------------ | -------- |
| 28./29. travnja 2018.    |          |
| Hajduk – Sabunjar        | 5:1      |
| Zlatna Luka – Pakoštane  | 1:2      |
| Zemunik – Dalmatinac     | 1:0      |
| Hrvatski Vitez – Bibinje | 6:1      |
| Škabrnja – Dragovoljac   | 1:4      |
| Croatia – Velebit        | 1:3      |
| Arbanasi – Polača        | 0:0      |
| [ 5 ]                    |          |

| 23. kolo                     | 23. kolo |
| ---------------------------- | -------- |
| 5./6. svibnja 2018.          |          |
| Arbanasi – Hajduk            | 1:1      |
| Polača – Croatia             | 4:1      |
| Velebit – Škabrnja           | 3:1      |
| Dragovoljac – Hrvatski Vitez | 1:0      |
| Bibinje – Zemunik            | 7:0      |
| Dalmatinac – Zlatna Luka     | 3:1      |
| Pakoštane – Sabunjar         | 2:3      |
| [ 5 ]                        |          |

| 24. kolo                 | 24. kolo |
| ------------------------ | -------- |
| 12./13. svibnja 2018.    |          |
| Hajduk – Pakoštane       | 1:0      |
| Sabunjar – Dalmatinac    | 2:0      |
| Zlatna Luka – Bibinje    | 1:4      |
| Zemunik – Dragovoljac    | 0:2      |
| Hrvatski Vitez – Velebit | 3:2      |
| Škabrnja – Polača        | 0:4      |
| Croatia – Arbanasi       | 1:3      |
| [ 5 ]                    |          |

| 25. kolo                  | 25. kolo |
| ------------------------- | -------- |
| 19./20. svibnja 2018.     |          |
| Croatia – Hajduk          | 0:4      |
| Arbanasi – Škabrnja       | 1:3      |
| Polača – Hrvatski Vitez   | 2:2      |
| Velebit – Zemunik         | 3:4      |
| Dragovoljac – Zlatna Luka | 2:0      |
| Bibinje – Sabunjar        | 1:5      |
| Dalmatinac – Pakoštane    | 0:0      |
| [ 5 ]                     |          |

| 26. kolo                  | 26. kolo |
| ------------------------- | -------- |
| 26./27. svibnja 2018.     |          |
| Hajduk – Dalmatinac       | 3:1      |
| Pakoštane – Bibinje       | 0:0      |
| Sabunjar – Dragovoljac    | 0:3      |
| Zlatna Luka – Velebit     | 2:4      |
| Zemunik – Polača          | 1:5      |
| Hrvatski Vitez – Arbanasi | 4:0      |
| Škabrnja – Croatia        | 7:0      |
| [ 14 ] [ 5 ]              |          |

## Poveznice
- Nogometni savez Zadarske županije
- Nogometni savez Zadarske županije – 1. ŽNL  Arhivirana inačica izvorne stranice od 1. lipnja 2017. (Wayback Machine)
- 1. ŽNL Zadarska
- 2. ŽNL Zadarska 2017./18.
- Kup Nogometnog saveza Zadarske županije 2017./18.
- 3. HNL – Jug 2017./18.
- 1. ŽNL Dubrovačko-neretvanska 2017./18.
- 1. ŽNL Splitsko-dalmatinska 2017./18.
- ŽNL Šibensko-kninska 2017./18.